# Gary Mabbutt
Gary Mabbutt MBE (Bristol, 1961. augusztus 23. –) profi angol labdarúgó, a Tottenham Hotspur legendás játékosa; 16 évig játszott a csapatban. Általában a védelemben helyezkedett el, de a középpályán is bevethető volt.

## Pályafutása

### Bristol Rovers
Mabbutt 1978-ban csatlakozott a Bristol Rovers-hez, ahol édesapja is játszott. 1979-ben kapta meg profi szerződését.

### Tottenham Hotspur
1982 augusztusában igazolt a Tottenham Hotspur-be 105,000 fontért. Egy Liverpool elleni Charity Shield mérkőzésen mutatkozott be a csapatban. Összesen 618 mérkőzésen játszott (ebből 458 mérkőzésen a bajnokságban), és 36 gólt szerzett (ebből 27 a bajnoki gól). Az 1987-es és az 1991-es FA-kupa döntőkben ő volt a Spurs csapatkapitánya. 1984-ben UEFA-kupát, 1991-ben pedig FA-kupát  és megosztott Charity Shield-et nyert a klubbal. Az 1996–97-es szezon nyitómérkőzésén lábtörtést szenvedett, így ki kellett hagynia az egész szezont. Az 1997–98-as szezon után, 16 White Hart Lane-en eltöltött év után, 36 évesen vonult vissza.

### Válogatott
Az angol válogatottban az NSZK ellen debütált 1982 októberében. Összesen 16-szor szerepelt a válogatottban, egyetlen gólját Jugoszlávia ellen szerezte a Wembley Stadionban 1986 novemberében. Emellett játszott az angol B és az angol 21-es válogatottakban is.

#### Mérkőzései a válogatottban
Az alábbi táblázatban találhatóak sorrendben Gary Mabutt nemzetközi mérkőzései.
| #  | Dátum               | Helyszín                | Ellenfél       | Eredmény       | Gólszerzők                                                                                           | Kiírás                   |
| -- | ------------------- | ----------------------- | -------------- | -------------- | --- | ------------------------ |
| 1  | 1982. október 13.   | Wembley Stadion, London | NSZK           | 1-2, Vereség   | Tony Woodcock                                                                                        | Barátságos mérkőzés      |
| 2  | 1982. november 17.  | Szaloniki               | Görögország    | 3-0            | Tony Woodcock (2), Sammy Lee                                                                         | Európa-bajnoki selejtező |
| 3  | 1982. december 15.  | Wembley Stadion, London | Luxemburg      | 9-0, Győzelem  | Luther Blissett (3), Tony Woodcock, Steve Coppell, Glenn Hoddle (öngól), Mark Chamberlain, Phil Neal | Európa-bajnoki selejtező |
| 4  | 1983. február 23.   | Wembley Stadion, London | Wales          | 2-1, Győzelem  | Terry Butcher, Phil Neal (büntető)                                                                   |                          |
| 5  | 1983. március 30.   | Wembley Stadion, London | Görögország    | 0-0, Döntetlen | - | Európa-bajnoki selejtező |
| 6  | 1983. április 27.   | Wembley Stadion, London | Magyarország   | 2-0            | Trevor Francis, Peter Withe                                                                          | Európa-bajnoki selejtező |
| 7  | 1983. május 28.     | Belfast                 | Észak-Írország | 0-0, Döntetlen | - |                          |
| 8  | 1983. június 1.     | Wembley Stadion, London | Skócia         | 2-0, Győzelem  | Bryan Robson, Gordon Cowans                                                                          |                          |
| 9  | 1983. október 12.   | Budapest                | Magyarország   | 3-0, Győzelem  | Glenn Hoddle, Sammy Lee, Paul Mariner                                                                | Európa-bajnoki selejtező |
| 10 | 1986. november 12.  | Wembley Stadion, London | Jugoszlávia    | 2-0, Győzelem  | Gary Mabbutt, Viv Anderson                                                                           | Európa-bajnoki selejtező |
| 11 | 1987. április 1.    | Belfast                 | Észak-Írország | 2-0, Győzelem  | Bryan Robson, Chris Waddle                                                                           | Európa-bajnoki selejtező |
| 12 | 1987. április 29.   | İzmir                   | Törökország    | 0-0, Döntetlen | - | Európa-bajnoki selejtező |
| 13 | 1987. szeptember 9. | Düsseldorf              | NSZK           | 1-3, Vereség   | Gary Lineker                                                                                         | Barátságos mérkőzés      |
| 14 | 1991. október 16.   | Wembley Stadion, London | Törökország    | 1-0, Győzelem  | Alan M. Smith                                                                                        | Európa-bajnoki selejtező |
| 15 | 1991. november 13.  | Poznań                  | Lengyelország  | 1-1, Döntetlen | Gary Lineker                                                                                         | Európa-bajnoki selejtező |
| 16 | 1992. március 25.   | Prága                   | Csehszlovákia  | 2-2, Döntetlen | Paul Merson, Martin Keown                                                                            | Barátságos mérkőzés      |

## Sikerei, díjai
Tottenham Hotspur
- UEFA-kupa – 1984
- FA-kupa – 1991
- Charity Shield – 1991

Egyénileg
- A Brit Birodalom Tagja – 1994 január